# Denmark (Kansas)
 For alternative betydninger, se Danmark (flertydig). (Se også artikler, som begynder med Danmark)
Denmark er et lille samfund i Lincoln County, Kansas. Byen er grundlagt af danske udvandrere i 1869. En kirke blev påbegyndt i 1876 og stod færdig i 1880 opført af lokale kalksten. Klokketårn og våbenhus blev tilføjet i 1901.  Et forsamlingshus blev også bygget.